# Dougherty (Oklahoma)
Dougherty – miasto w Stanach Zjednoczonych, w stanie Oklahoma, w hrabstwie Murray.